# Axelvold
Axelvold är en småort i Svalövs socken i Svalövs kommun, belägen mellan Svalöv och Kågeröd. I Axelvold ligger godset Axelvolds gård. Axelvolds samhälle uppstod efter 1560 då Axelvolds gård anlades. 

## Historia

### Bebyggelse
Efter att järnvägsstationen uppfördes 1886 växte det fram en mindre bebyggelse. Husen är ofta klädda med träpanel i ljusa färger. Axelvolds gamla skola är inte längre i bruk som skola. De två äldre skolhusen i rött tegel exemplifierar dels 1800-talets lilla skolhus, dels det tidiga 1900-talets mer omfattande skolanläggning. Här har även funnits ICA-butik (lades ned 1963) och Konsumbutik.

### Skolhistoria
Axelvold hade två skolbyggnader, en äldre skola från 1800-talet som användes som småskola och en större från senare tid som var folkskola fram till 1950-talet.

### Axelvolds lanthushållskola
Skolan inrättades någon gång mellan 1956 och 1962 genom ombyggnad av småskolebyggnaden och folkskolebyggnaden i Axelvold. Skolan var internat så därför uppfördes även elevbostäder. Skolan fick stöd av Svalövs kommun och också av andra kommuner i nordvästra Skåne. Även jordbrukets föreningsrörelse bidrog ekonomiskt. Skolan inrättades som fristående skola men togs över av Malmöhus läns landsting 1971. Skolan fanns under åren 1962–1995. En del av skolans arkiv förvaras på Regionarkivet i Skåne. Axelvolds hushållsskola har ett arkiv i Svalövs kommunarkiv omfattande 7 hyllmeter åren 1956–2002.

### Blichers friskola
Den 10 mars 2009 rapporterade Helsingborgs Dagblad att det blir nytt liv i Axelvolds lanthushållsskola. Blichers startar friskoleverksamhet i Axelvolds gamla lanthushållsskola till hösten 2010. Birgitte Blicher är skolchef och ägare sedan starten till Blichers friskola utanför Axelvold, Skolan arbetar med barn och ungdomar med skolproblem.

### Axelvold flickhem
Vindilen är ett företag inom HVB (Hem för vård och boende) med huvudverksamhet i Röstånga. Företaget har ett boende för flickor mellan 13 och 18 år, som är ensamkommande flyktingbarn. Axelvold flickhem har möjlighet att ta emot minderåriga flickor som är gravida och som kommer att bli minderåriga vårdnadshavare.

## Kommunikationer och företag
Tidigare fanns i byn både järnvägsstation och postkontor. Järnvägsstationen tillhörde ursprungligen Malmö-Billesholms Järnväg, MBJ, som öppnades för trafik den 18 september 1886. Banan förstatligades 1896 och blev en del av Västkustbanan.

### Axelvolds station
Stationen öppnades 1886 och drogs in 31 maj 1970. Stationsföreståndare var inledningsvis stins, av sjätte klassen 1899-1943, av sjunde klassen 1943-1948. Persontrafiken på banan upphörde 1975 men banan finns kvar och öppnade igen för pågatågstrafik den 11 december 2021, med stationer i Svalöv och Kågeröd.

### Posthistoria
Axelvolds poststation fanns från 18 september 1886 till 21 maj 1966 då den drogs in. Posten öppnade samtidigt med järnvägen 1886. Första postanställde var Carl Lagerstedt. Stationen ersattes av lantbrevbäring från Kågeröd. På 1800-talet fanns lantbrevbärarlinjer som utgick från Axelvold. Axelvold-Konga-Sonnarp inrättades 1887. Axelvold-Klåveröd inrättades 1890.

### Torvföretag
Andels Bränntorvsföreningen Reflingemosse u. p. a. hade adress Axelvold men verksamheten var på Revlinge Mosse under första halvan av 1900-talet. Omkring 1910 började man utvinna torv ur denna mosse.

## Föreningar

### Axelvolds IK
Föreningen bildades 3 juni 1938 och skulle fylla 65 år 2003. Men det fanns inte något att fira. Det var nog med de 50- och 60-årsjubileer som klubben hållit. Axelvolds fotbollslag har varit ett kämpagäng. Kent Andersson har varit verksam i 45 år i klubben. Han växte upp på orten och började spela fotboll tidigt. Andersson hade varit ordförande för idrottsföreningen i 25 år 2004 och kan blicka tillbaka på åtskilliga seriesegrar - och en del motgångar också. Medlemsantalet var cirka 50 2004. Många medlemmar har rötter i Axelvold, men det var 2004 bara enstaka spelare som bodde i Axelvold. De flesta bodde i Svalöv eller Kågeröd. Tidigare spelades också bordtennis i Axelvolds IF men 2004 bestod verksamheten uteslutande av fotboll. Klubben hade två lag, ett oldboyslag och ett serielag som spelar i division sju. När klubben var som bäst låg den i division fyra. Kommunen begär att klubben tar över hela ansvaret för driften och idrottsplatsen vilket inte är möjligt. Klubben fortsatte sitt seriespel till 2009 men sen var det slut på seriespelet.Axelvolds IK lägger ned sin verksamhet står det i ett kommunalt protokoll från 2010 

### Axelvolds bastubadsförening
Under några år på 1950-talet och till 1966 fanns en bastubadsförening. Föreningens arkiv finns i Svalövs kommunarkiv.

### Axelvolds motionsklubb
Föreningens arkiv för åren 1967–1997 tar upp ca 0,3 hyllmeter i Svalövs kommunarkiv. 

### Axelvolds belysningsförening
För att få gatubelysning på landsbygden verkade Axelvolds belysningsförening åren 1930–1954.